# Ghiacciaio Parker
Il ghiacciaio Parker è un ghiacciaio lungo circa 12 km, situato nella parte nord-occidentale della Dipendenza di Ross, nell'Antartide orientale. Il ghiacciaio, il cui punto più alto si trova a circa 1400 m s.l.m., si trova sulla costa di Borchgrevink, nella regione sud-orientale della dorsale dell'Alpinista, da dove fluisce verso sud, scorrendo lungo il versante orientale del monte Monteagle fino a entrare nella baia di Lady Newnes, vicino a punta Andrus, formando sulla baia una lingua glaciale più estesa dello stesso ghiacciaio.

## Storia
Il ghiacciaio Parker è stato mappato da membri dello United States Geological Survey (USGS) grazie a fotografie aeree scattate dalla marina militare statunitense nel periodo 1960-64, e così battezzato dal Comitato consultivo dei nomi antartici in onore del tenente comandante Anthony G.H. Parker, un biologo di stanza alla stazione Hallett nella stagione 1963-64 e alla stazione McMurdo nelle stagioni 1964-65 e 1966-67.